# Leptodesmus calugensis
Leptodesmus calugensis är en mångfotingart som beskrevs av Kraus 1959. Leptodesmus calugensis ingår i släktet Leptodesmus och familjen Chelodesmidae. Inga underarter finns listade i Catalogue of Life.